# Лукшич, Игор
И́гор Лу́кшич (черног. Игор Лукшић; род. 14 июня 1976 Бар, СР Черногория, Югославия) — черногорский политический и государственный деятель, премьер-министр Черногории (2010—2012). До этого был министром финансов и заместителем премьер-министра в правительстве Черногории.

## Биография
Его семья уходит своими корнями в Црмницу, одну из старых областей Черногории.
В 1998 году Лукшич стал выпускником экономического факультета в Подгорице. В 2002 г. получил степень магистра. В 2003 году он стал советником премьер-министра в области связей с общественностью, вместе с заместителем министра иностранных дел Сербии и Черногории. 16 Февраля 2004 года Лукшич был назначен министром финансов. Игор получил докторскую степень в области экономики 10 сентября 2005 года.
3 октября 2006 года, Мило Джуканович заявил, что он не будет кандидатом на пост премьер-министра на следующих выборах и выбрал Игора Лукшича, в качестве первого кандидата на пост премьер-министра. Однако, вместо Лукшича, Желько Штуранович был избран новым премьер-министром для компромисса между Джукановичем и Светозаром Маровичем.
В дополнение к родному языку (который рассматривает как черногорский), Лукшич также владеет английским, французским и итальянским языками.
4 декабря 2012 г. назначен на пост вице-премьера, а также министра иностранных дел и министра европейской интеграции.

Выступая 31 мая 2016 г. в Дипломатической академии МИД России (во время официального визита в Москву) Игор Лукшич сказал: 
Вступление Черногории в НАТО отвечает нашим национальным интересам. Последнее, что Черногория хотела бы сделать, - это вступить в НАТО против России. Просто в России и Черногории существуют два мнения, и это нормально.